# Heptagone (album)
Albums de ATK.
Micro Test
(1996) Oxygène (vol. 2)
(2003)
Singles
1. Heptagone
Sortie : 1998
2. Les Rêvent partent en fumée
Sortie : 1998

Heptagone est le deuxième album du collectif ATK. Il s'est vendu à plus de 50 000 exemplaires en moins d'un an de diffusion malgré une couverture médiatique quasi inexistante. Heptagone reste à ce jour l'un des albums phares du rap français, considéré par beaucoup comme essentiel,.

## Liste des titres
1. Rester Seul (Introduction)
2. Qu'est ce que tu deviens?
3. Mangeur de pierres
4. Les Rêvent Partent en Fumée
5. Ma Mort
6. Tuer ou Mourir (Légadulabo)
7. Heptagone
8. Tricher
9. J'Fuck (Interlude)
10. 20 Ans
11. Méfie-Toi
12. Intro (Burning Zone)
13. Burning Zone
14. Intro (Pas de vie sans haine)
15. Pas de Vie Sans Haine
16. Sortie de l'ombre
17. 7e sens
18. L'affaire Hot Dog (Outro)

## Samples
Le groupe a samplé de nombreux morceaux. Du classique avec la Suite n°3 de Bach pour Tricher, de la chanson française avec La Fanette de Jacques Brel, Daniel Balavoine, Édith Piaf, du soul/funk avec Barry White, Stevie Wonder, Sade Adu et Marvin Gaye ainsi que le générique de la série Arabesque pour le dernier morceau !. On peut ajouter le tout début du film "Rambo" pour le titre Pas d'amour sans haine.